# Lijst van Hindoestaanse tala's
Dit is een lijst met Hindoestaanse tala's.
- Adachatal
- Chautal
- Dadratal
- Dhamartal
- Ektal
- Jhaptal
- Kaharvatal
- Rupaktal
- Tintal
- Tivratal